# NEMO (Amsterdam)
NEMO è un centro scientifico che si trova ad Amsterdam.
È il più grande centro scientifico dei Paesi Bassi e la struttura in cui si trova è stata progettata dall'architetto italiano Renzo Piano.
Il centro si trova vicino alla Stazione di Amsterdam Centrale e al Nederlands Scheepvaartmuseum (Museo Marittimo dei Paesi Bassi).

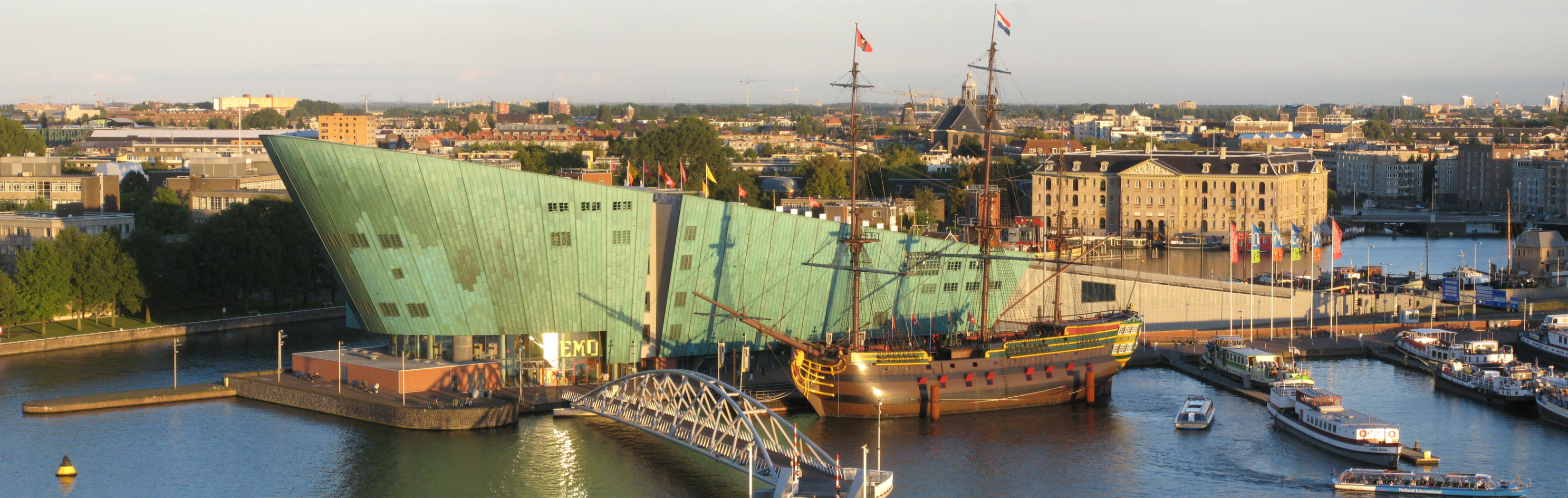
NEMO con la replica della nave Amsterdam e il Nederlands Scheepvaartmuseum sulla destra.